# Kaique Vergilio da Silva
Kaique Vergilio da Silva (født 19. januar 1996) er en brasiliansk fodboldspiller.